# Heraldo de Almería
El Heraldo de Almería fue un periódico español editado en Almería entre 1930 y 1935.

## Historia
Fundado el 7 de noviembre de 1930 por Ginés de Haro, surgió como un periódico cercano al Partido Liberal y, concretamente, a su líder en la provincia de Almería, Luis Jiménez Canga-Argüelles. Tras la proclamación de la Segunda República el Heraldo de Almería, a diferencia de otras publicaciones liberales, mantuvo su línea editorial monárquica y adoptaría posiciones derechistas. En sus últimos tiempos mantuvo una postura cercana al partido Renovación Española. Aunque fue una publicación con unas ventas bajas, lograría alargar su existencia hasta 1935.